# Santo Antônio do Sudoeste (ort)
Santo Antônio do Sudoeste är en ort i Brasilien.   Den ligger i kommunen Santo Antônio do Sudoeste och delstaten Paraná, i den södra delen av landet, 1 300 km sydväst om huvudstaden Brasília. Santo Antônio do Sudoeste ligger 544 meter över havet och antalet invånare är 11 723.
Terrängen runt Santo Antônio do Sudoeste är huvudsakligen platt, men åt sydväst är den kuperad. Runt Santo Antônio do Sudoeste är det ganska glesbefolkat, med 23 invånare per kvadratkilometer.. Det finns inga andra samhällen i närheten.
Omgivningarna runt Santo Antônio do Sudoeste är en mosaik av jordbruksmark och naturlig växtlighet.